# Fonds des accidents du travail
 (mai 2022).
La mise en forme du texte ne suit pas les recommandations de Wikipédia : il faut le « wikifier ».
Les points d'amélioration suivants sont les cas les plus fréquents. Le détail des points à revoir est peut-être précisé sur la page de discussion.
- Les titres sont pré-formatés par le logiciel. Ils ne sont ni en capitales, ni en gras.
- Le texte ne doit pas être écrit en capitales (les noms de famille non plus), ni en gras, ni en italique, ni en « petit »…
- Le gras n'est utilisé que pour surligner le titre de l'article dans l'introduction, une seule fois.
- L'italique est rarement utilisé : mots en langue étrangère, titres d'œuvres, noms de bateaux, etc.
- Les citations ne sont pas en italique mais en corps de texte normal. Elles sont entourées par des guillemets français : « et ».
- Les listes à puces sont à éviter, des paragraphes rédigés étant largement préférés. Les tableaux sont à réserver à la présentation de données structurées (résultats, etc.).
- Les appels de note de bas de page (petits chiffres en exposant, introduits par l'outil «  Source ») sont à placer entre la fin de phrase et le point final[comme ça].
- Les liens internes (vers d'autres articles de Wikipédia) sont à choisir avec parcimonie. Créez des liens vers des articles approfondissant le sujet. Les termes génériques sans rapport avec le sujet sont à éviter, ainsi que les répétitions de liens vers un même terme.
- Les liens externes sont à placer uniquement dans une section « Liens externes », à la fin de l'article. Ces liens sont à choisir avec parcimonie suivant les règles définies. Si un lien sert de source à l'article, son insertion dans le texte est à faire par les notes de bas de page.
- La présentation des références doit suivre les conventions bibliographiques. Il est recommandé d'utiliser les modèles {{Ouvrage}}, {{Chapitre}}, {{Article}}, {{Lien web}} et/ou {{Bibliographie}}. Le mode d'édition visuel peut mettre en forme automatiquement les références.
- Insérer une infobox (cadre d'informations à droite) n'est pas obligatoire pour parachever la mise en page.

Pour une aide détaillée, merci de consulter Aide:Wikification.
Si vous pensez que ces points ont été résolus, vous pouvez retirer ce bandeau et améliorer la mise en forme d'un autre article.
 (mai 2022).
Si vous disposez d'ouvrages ou d'articles de référence ou si vous connaissez des sites web de qualité traitant du thème abordé ici, merci de compléter l'article en donnant les références utiles à sa vérifiabilité et en les liant à la section « Notes et références ».
Le Fonds des accidents du travail est une institution publique belge de sécurité sociale. 
Il a vu le jour en 1967 après la fusion de plusieurs organismes d’aide aux accidentés du travail.

## Objectif
En tant qu’institution publique, le FAT entend contribuer activement au fonctionnement optimal du secteur des accidents du travail au sein de la sécurité sociale.

## Organisation
La direction stratégique du FAT est assurée par un comité de gestion, qui est lui-même épaulé par 4 comités techniques. Tous sont paritairement composés de représentants des travailleurs et des employeurs. La gestion journalière du FAT est, quant à elle, confiée à une administratrice générale et à son adjoint qui sont chargés d’exécuter les décisions prises par le comité de gestion. Ils sont assistés pour ce faire des directeurs des différents services qui composent le FAT.
Voir l’organigramme du Fonds des accidents du travail.

## Missions
La plupart des missions assurées par le FAT concernent des accidents (sur le chemin) du travail survenus dans le secteur privé. Ces accidents sont régis par la loi du 10.04.1971 sur les accidents du travail. 
Les accidents du secteur public sont, eux, réglementés par la loi du 03.07.1967 sur la prévention ou la réparation des dommages résultant des accidents du travail, des accidents survenus sur le chemin du travail et des maladies professionnelles dans le secteur public. Pour ces accidents, les compétences du FAT sont plus restreintes. Il ne veille en effet qu’au respect de la législation et à l’information des victimes.
Voici les 5 missions du Fonds des accidents du travail.  

Le FAT contrôle…
- la gestion des dossiers d’accidents du travail par les entreprises d’assurances et les administrations publiques belges. Il le fait à la demande de tiers, comme les victimes, ou d’initiative.
- les dossiers d’accidents litigieux ou refusés par les entreprises d’assurances et les administrations publiques belges.
- les propositions de règlement faites aux victimes par les entreprises d’assurances.
- l’obligation pour les employeurs d’assurer tous leurs travailleurs et de déclarer le moindre accident.

Le FAT indemnise…
- les victimes non assurées. Le FAT fait office de fonds de garantie lorsque l’employeur n’a pas souscrit la police d’assurance obligatoire ou que l’entreprise d’assurances reste en défaut de s’acquitter. Le FAT récupère ensuite ses dépenses auprès de l’employeur ou de l’entreprise d’assurances en question.
- les marins de la marine marchande et les pêcheurs de la pêche maritime. Pour ces travailleurs, le FAT intervient en tant qu’assureur.
- sous certaines conditions, diverses prestations complémentaires aux victimes d’accidents antérieurs au 01.01.1988 ou à leurs ayants droit.
- les allocations et rentes des victimes présentant une incapacité permanente de travail jusqu’à 19 % inclus.
- une indemnité forfaitaire aux victimes qui cumulent prestations d’accident du travail et pension de retraite ou de survie (cette indemnité forfaitaire est en fait une réduction de l'indemnité de base, cette dernière ne peut en effet pas être entièrement cumulée avec celle de la pension). Une tentative de supprimer ce forfait et donc de garder intact l'indemnité du FAT, a bien été lancée timidement par un parlementaire, mais les élections de 2010 ont fait capoter la tentative de modification de la Loi. La suppression du cumul donnerait aux victimes la possibilité donc de conserver leur indemnité d'accidenté/handicap et de recevoir leur pension normale.Pour en savoir plus, une pétition circule sur le Net, https://13360.lapetition.be en faveur de la suppression de ce forfait.
- les entreprises d’assurances lorsque celles-ci doivent intervenir pour des accidents survenus en Belgique imputables à des actes de terrorisme ou à la présence fortuite et imprévisible de matières dangereuses ou d’engins de guerre.

Le FAT perçoit
Pour financer ses missions, le FAT bénéficie de recettes provenant : 
- des organismes de perception des cotisations sociales ;
- des entreprises d’assurances ;
- des armateurs de la pêche maritime et
- des employeurs en défaut d’assurance.

Le FAT informe…
- les victimes. Il organise pour ce faire des permanences à travers tout le pays où les victimes, ou leurs ayants droit, peuvent venir s’informer sur le règlement de l’accident ou les conséquences indirectes de celui-ci sur la pension, les impôts, etc. Parallèlement à cela, les assistants sociaux du FAT rendent également visite aux victimes ou à leurs ayants droit en cas d’accidents mortels ou d’accidents avec un certain taux d’incapacité permanente de travail.
- les entreprises d’assurances. Le FAT sert en effet d’interface entre la Banque-carrefour de la Sécurité sociale et les entreprises d’assurances.
- le ministre de tutelle en formulant des avis à son égard.

Le FAT sensibilise
Par le biais de la banque de données qu’il a constituée pour les accidents du travail dans les secteurs public et privé, le Fonds des accidents du travail entend contribuer à la sensibilisation aux accidents du travail. Cet outil lui permet en effet de soutenir les actions de prévention du SPF Emploi, Travail et Concertation sociale et de mettre en place des synergies avec les organismes compétents en la matière. En détectant les cas de risques aggravés (entreprises dont l’indice de risque est au moins 10 fois supérieur à la moyenne sectorielle), il contribue en outre à la stratégie nationale pour la sécurité et le bien-être au travail.
Voir le rapport annuel du Fonds des accidents du travail.